# 臺北郵局
臺北郵局是中華郵政於臺灣臺北市設置的特等郵局，也是中華郵政19個責任中心局之一，其歷史可追溯至1895年成立的第二野戰郵便局。其廳舍位於臺北府城北門南側（中正區忠孝西路一段114號），該建築共有四層樓，兩大一小開面建物，連同排面後方空地達8,000平方公尺，現已列為直轄市定古蹟。
臺北郵局廳舍的位置接近臺北車站，前方面向街道處設有臺北北門郵局（臺北郵局901支局）提供業務窗口服務，後方則有三棟大樓（非古蹟），為負責督導臺北市全市、新北市部分地區（深坑區、石碇區、平溪區）及金門、馬祖地區共172所支局之行政管理中心及郵件處理、投遞之作業中心。

## 興建沿革

### 建造背景
1895年3月的甲午戰爭末期，日本從廣島縣出兵攻佔臺灣澎湖，此戰役稱澎湖之役。於同月佔領全澎湖後，日本就在澎湖廳總署內開設「混成第一野戰郵便局」，這也是日本於臺灣地區設立的第一個郵局，並在7月12日隨日軍撤退而廢止。
自1895年5月，經過短暫的乙未戰爭後，臺灣開始進入「始政」後的日治時期。在臺灣堡圖中已可見共5種、92所的郵電機構：郵便電信局（52所）、郵便局（5所）、電信局（1所）、郵電出張所（10所）、郵便出張所（24所）等。當時以軍政為主，並且「郵、電（電信）一家」。

### 第一代廳舍（1898－1913年）
日人在1895年6月進台北城後，最初使用北門街（在後來的京町通及榮町二丁目附近）的兩層樓木造家屋開始郵政事務，此處是當時臺北城內最繁榮地地區，並於1895年7月9日在此設立第二野戰郵便局（第一野戰郵便局位於基隆，兩局於同日成立）。電信事務則是使用清治時期的電報局廳舍，將其改做為電信局；其為兩層樓的本島式磚造建築，位於大稻埕千秋街（今貴德街）。1896年4月1日，因台灣總督府的施政由軍政改為民政，改稱台北郵便電信局。
由於郵便跟電信分開辦公的不便，官方開始著手規劃台北郵便電信局的新廳舍。當局考量臺北車站的便利因素，故將基地選在北門街上（現今台北郵局南側）。新廳舍於1897年4月8日動工，1898年5月27日落成。本館為一層樓的平房，外觀為洋風的漆喰壁，屋頂鋪設日本瓦，結構為磚造搭配土牆，並在腰部使用石材，其他附屬建築則有局長官舍、第一種及第二種官舍、倉庫等設施。1907年2月改稱台北郵便局。

1913年2月，台北郵便局失火導致許多附屬設施燒毀，而只剩下北側的局員宿舍。南側的郵便局本館則原地新建臨時的木造廳舍，約在同年11月完工。

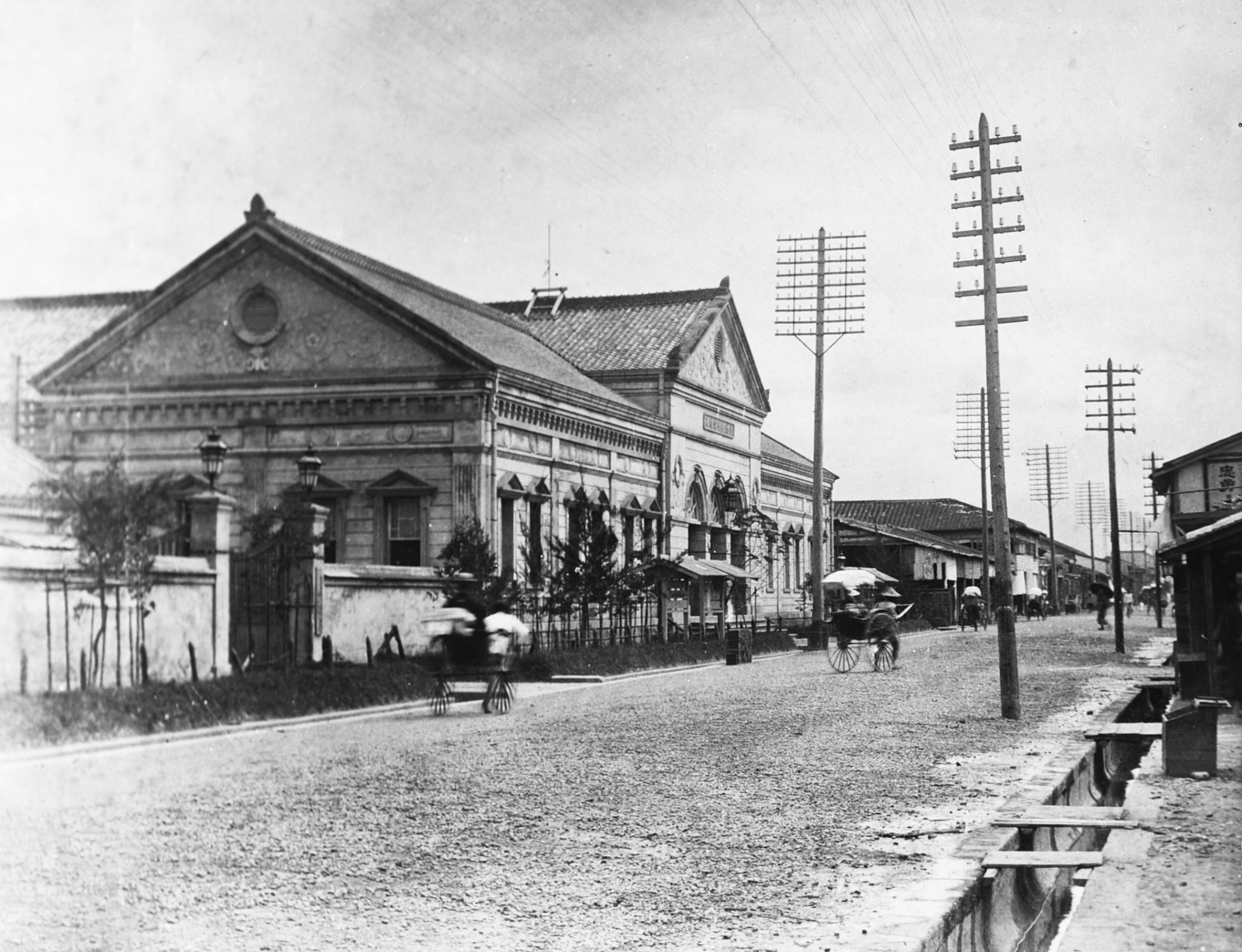
1898年建的第一代臺北郵便局，於1913年燒毀
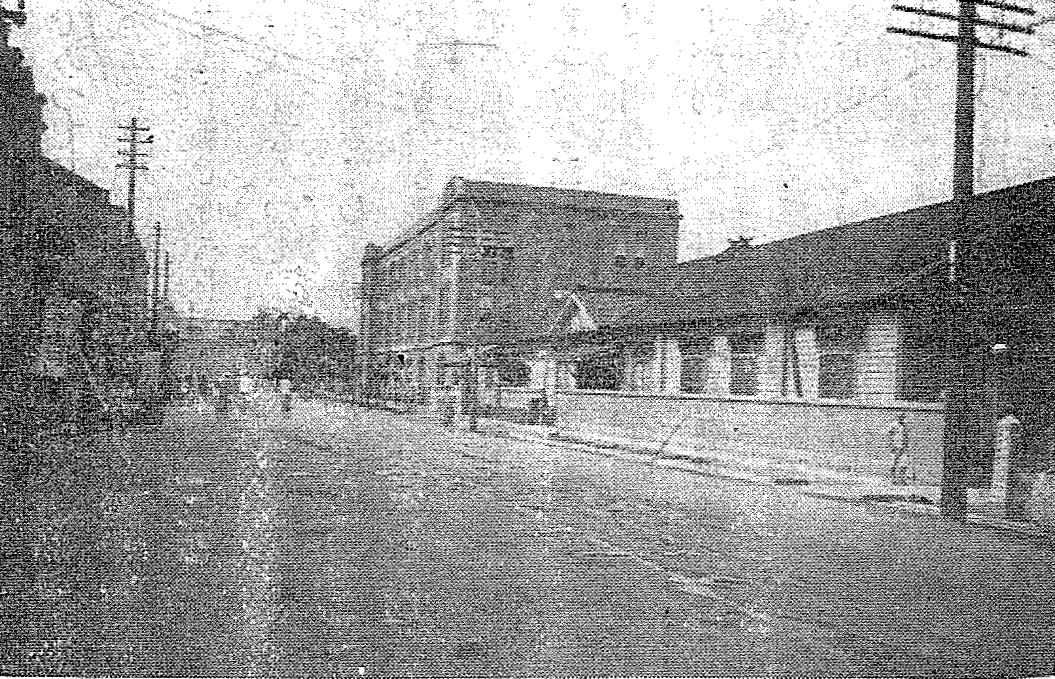
失火後重建的臨時廳舍（右）、1930年完工的新廳舍（左）
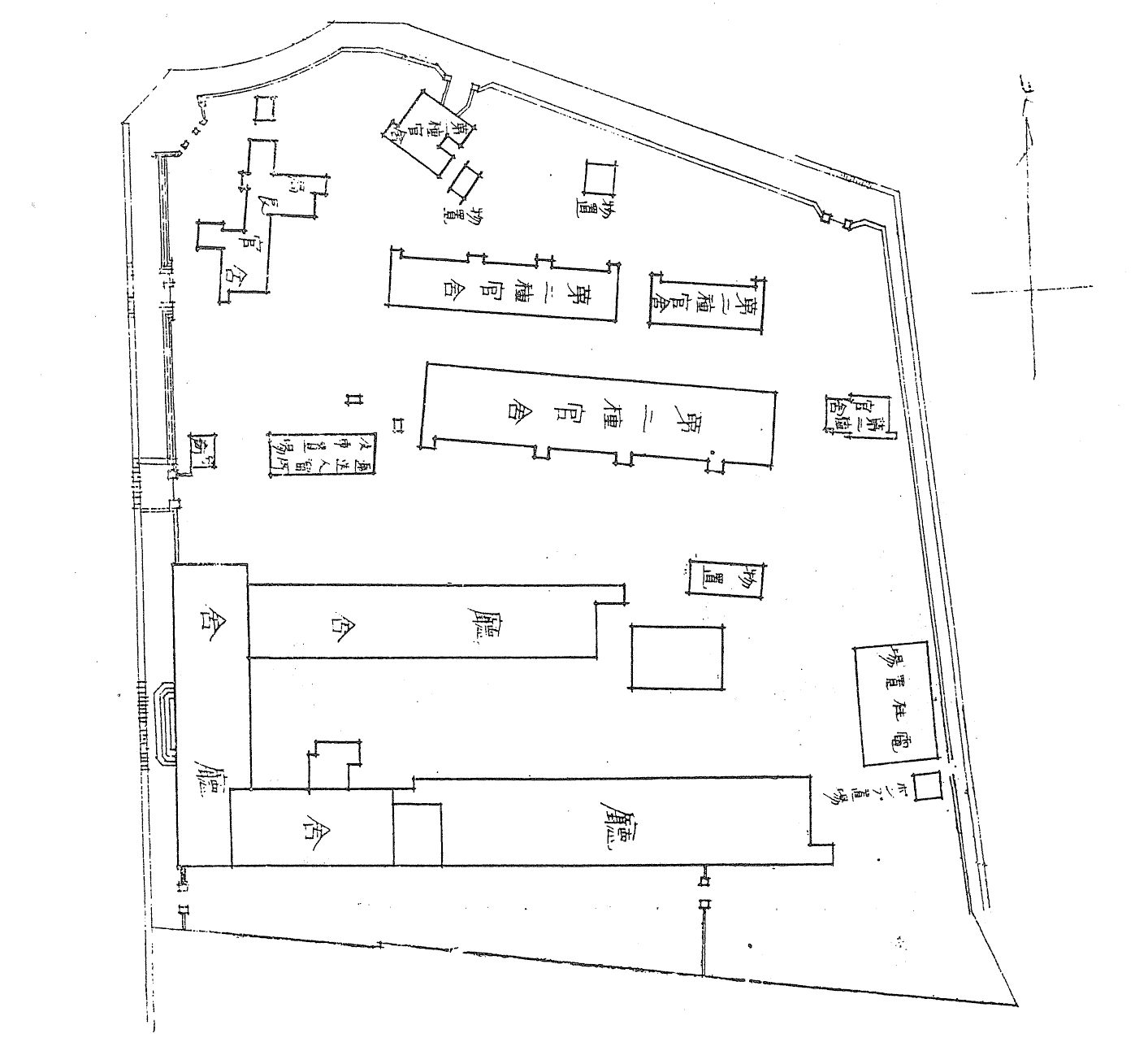
1928年改建前配置圖
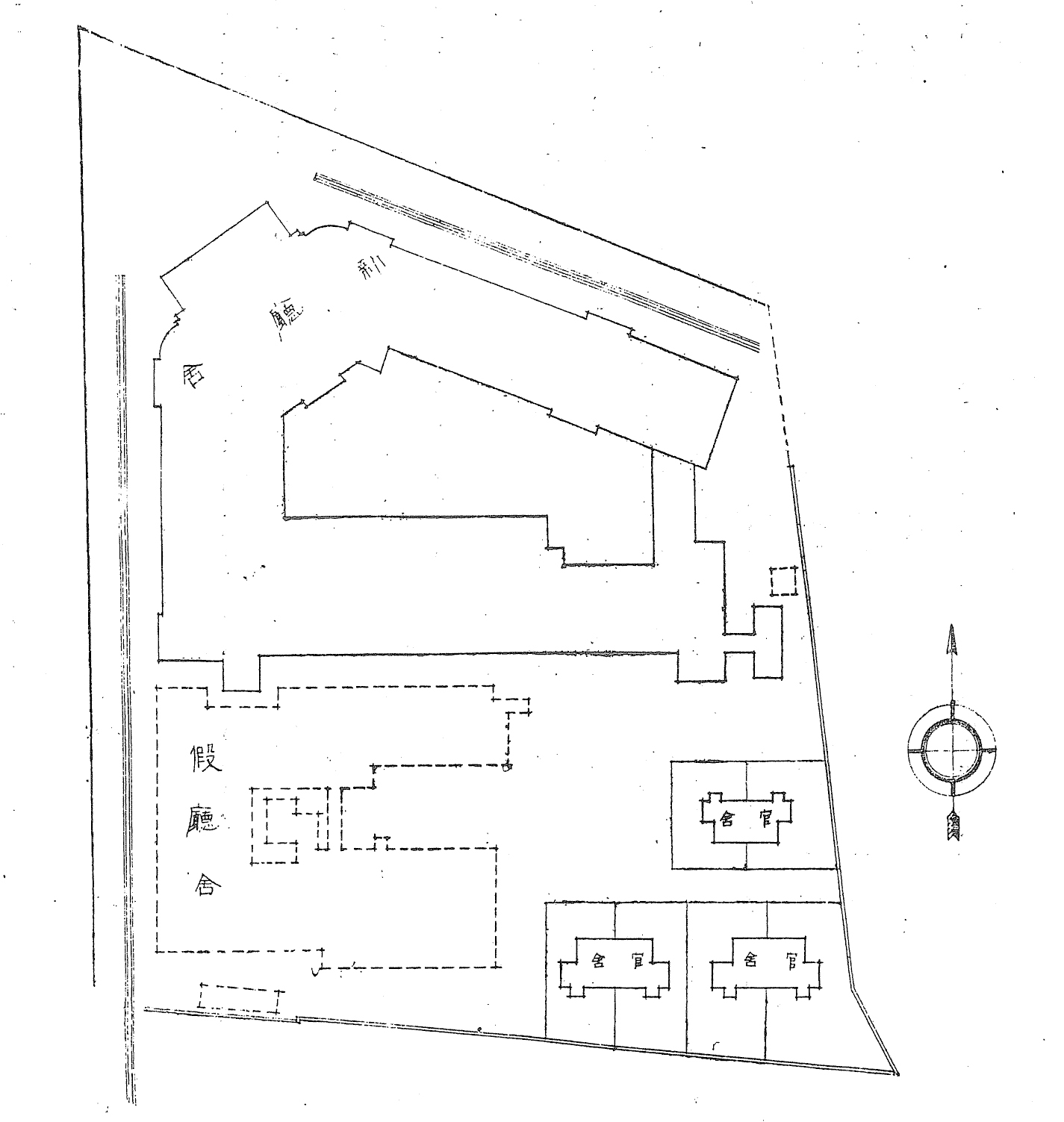
1928年改建後配置圖

### 第二代廳舍（1930年－至今）

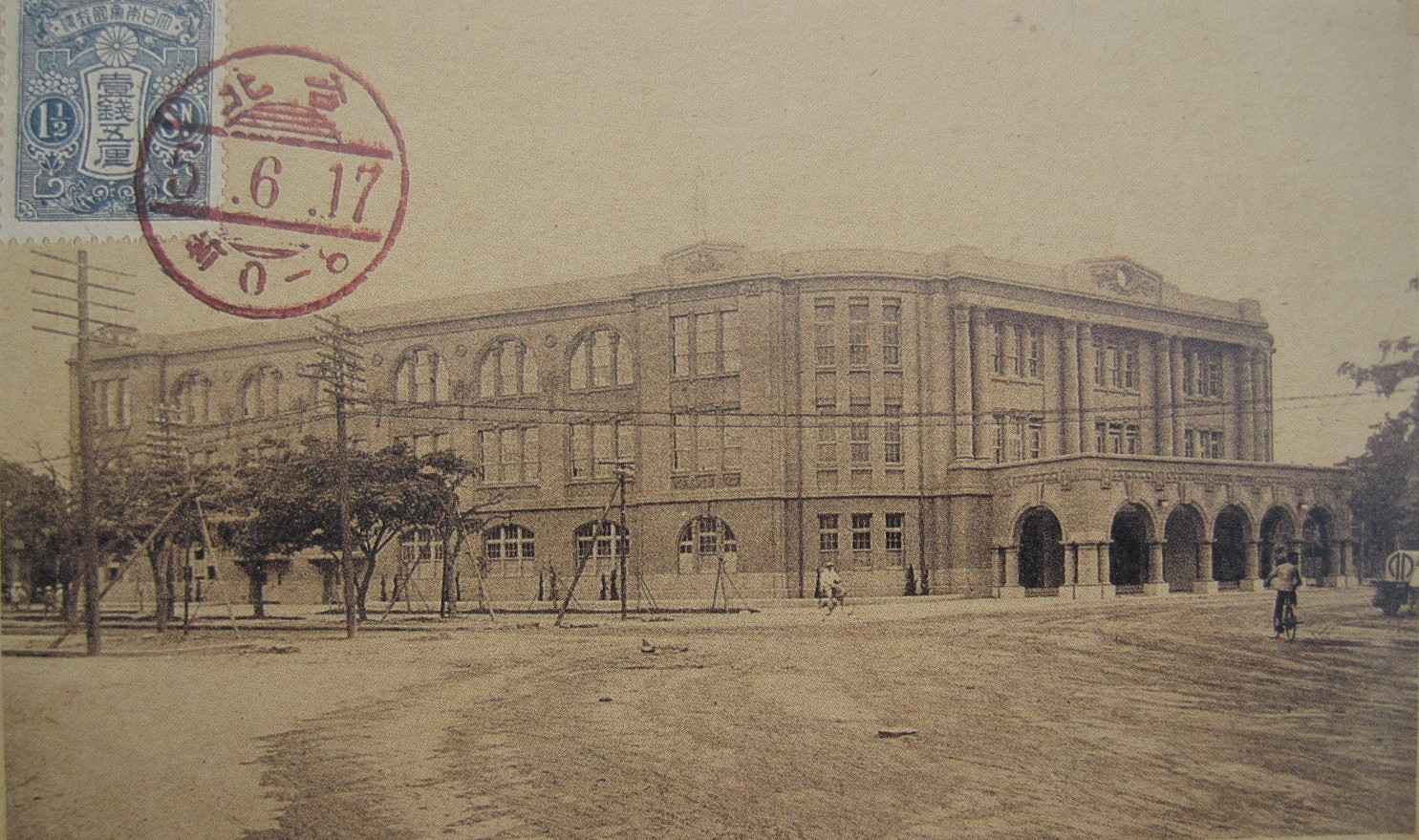
日治時期的臺北郵便局暨臺北電信局廳舍，可看見已復原的五連圓拱廊大門（車寄）

1920年末，因臨時郵局不敷使用，台灣總督府決定將台北郵便局原址重建，當局除了決定新廳舍採用鋼骨建造外，也預定將該郵局興建成當年全台灣面積及規模最大的郵局營業場所。新廳舍由台灣總督府營繕課技師栗山俊一設計，本館於1928年4月3日動工，1930年3月15日完工，附屬設施於1929年8月31日動工，1930年4月15日完工，並於1930年6月17日的始政紀念日舉辦落成式，於6月30日從臨時廳舍移轉到新廳舍辦公，地址為京町四丁目8番地。另外，台北郵便局電信課於1928年10月22日獨立為「臺北電信局」，兩局位於同廳舍辦公。於1937年6月20日，臺北實施自動式電話交換，臺北郵便局內的電話業務也在同時移至位於書院町二丁目的臺北電話局。

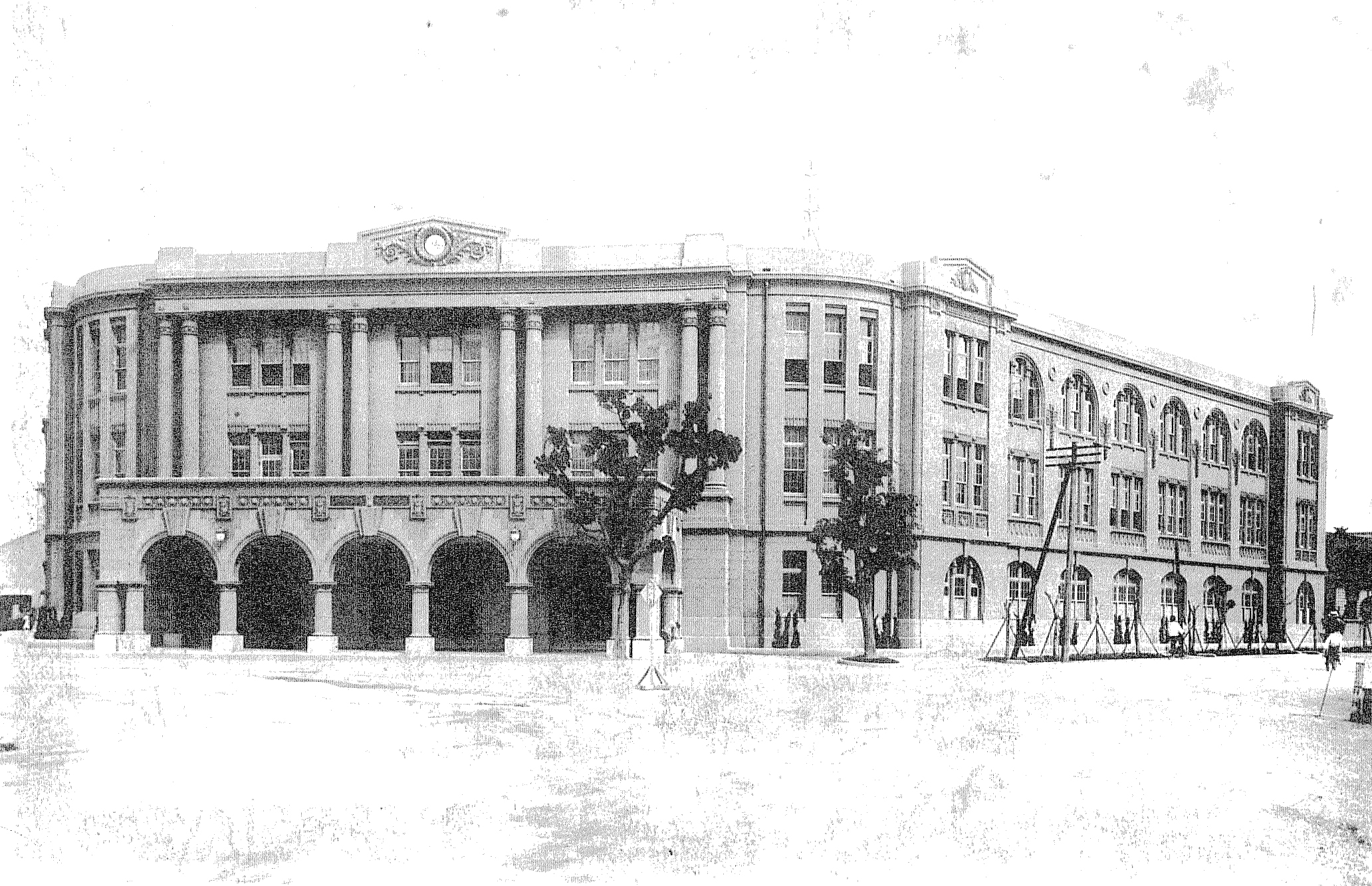
臺北郵便局落成之外觀
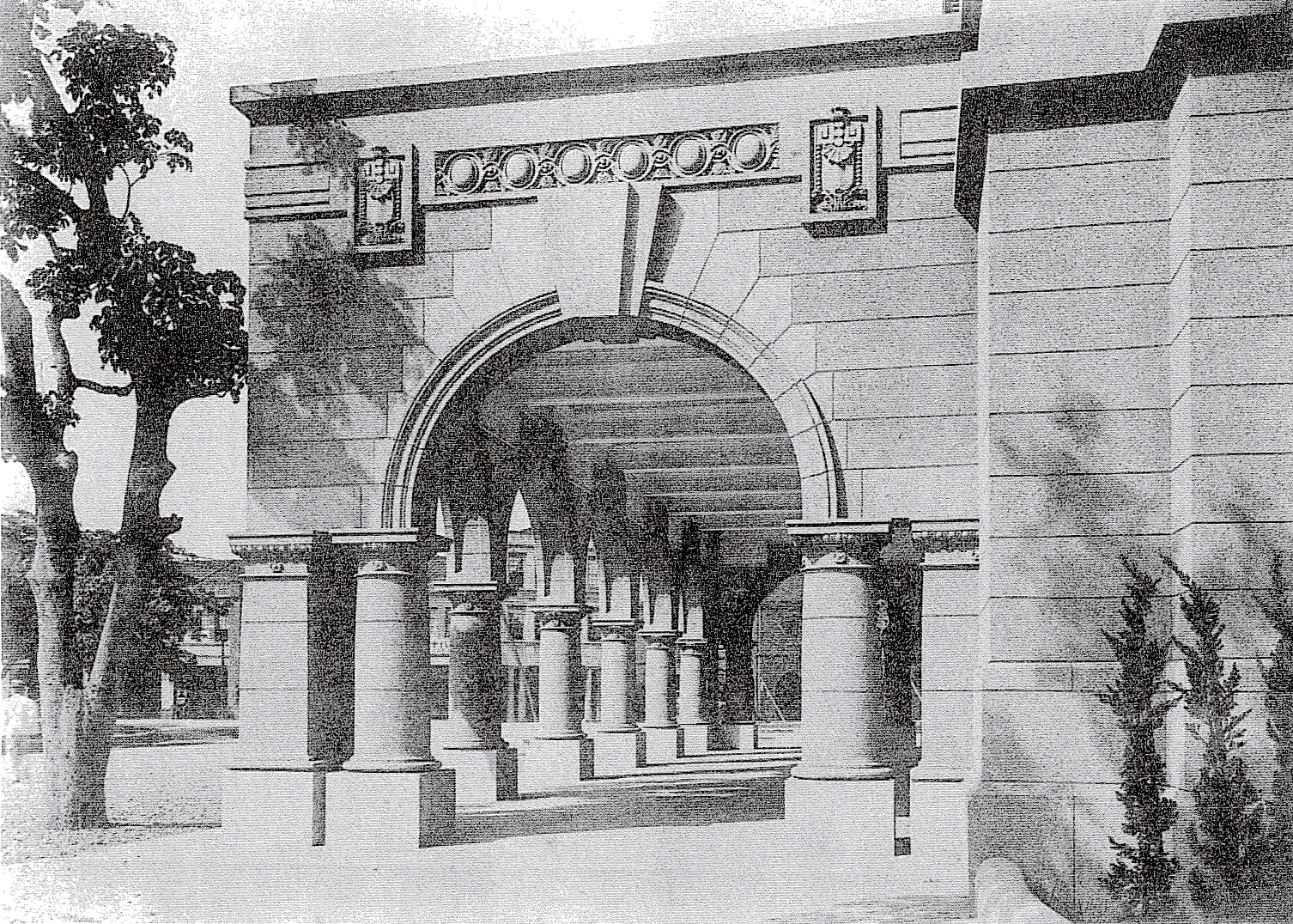
臺北郵便局玄關
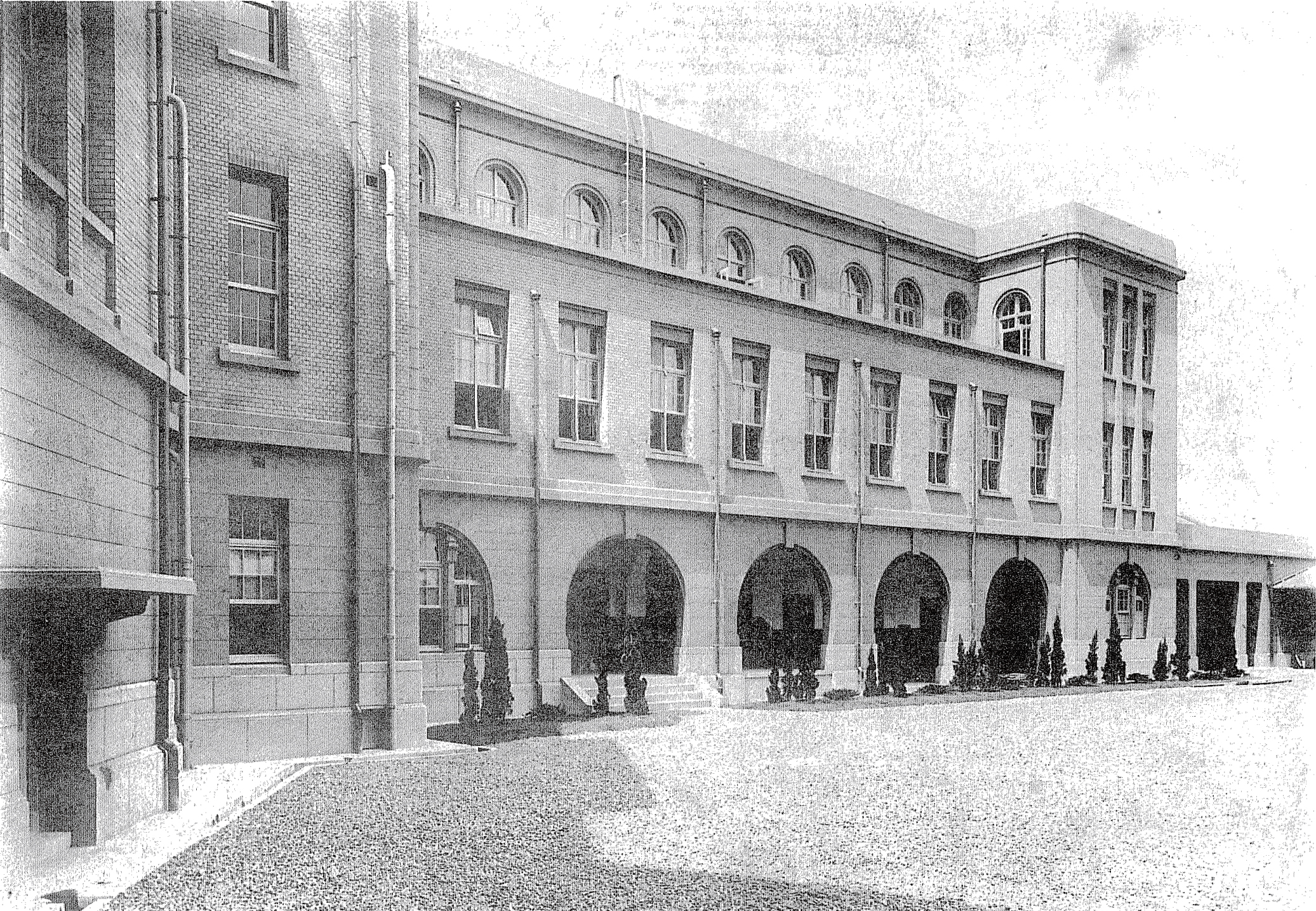
臺北郵便局背面
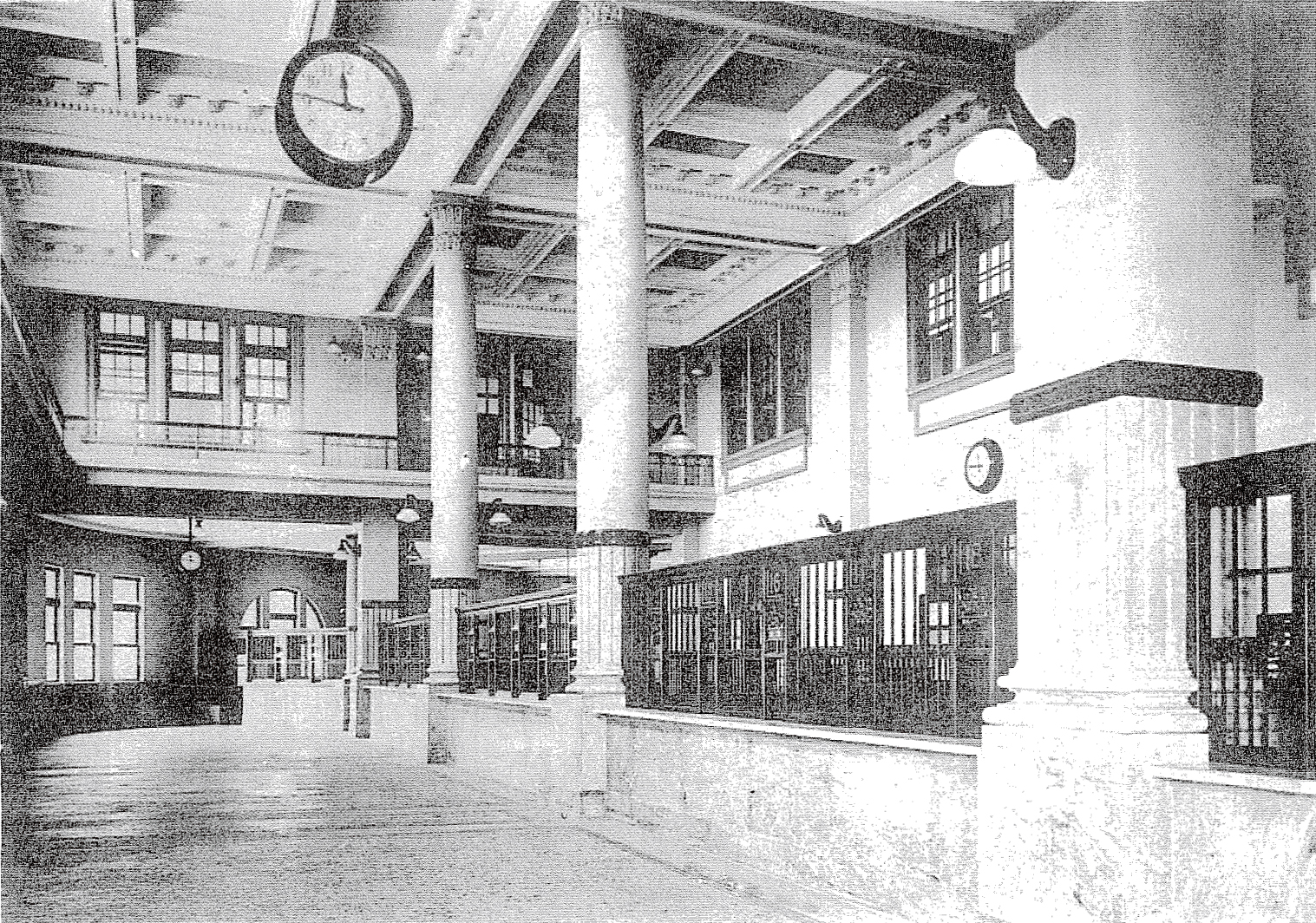
臺北郵便局一樓公眾室
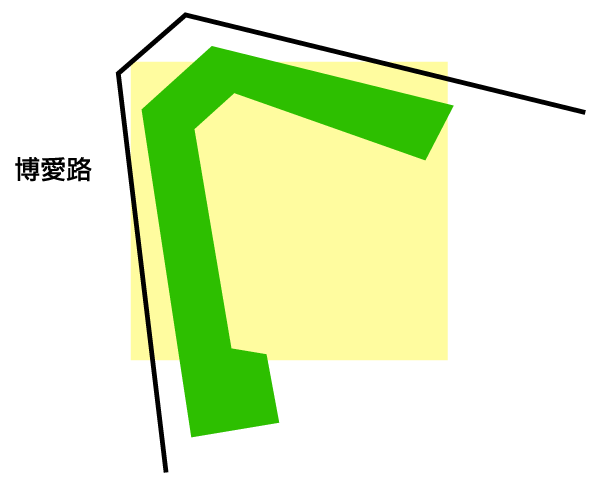
台北郵局簡圖，綠色為主建物，黃色為空地

### 戰後整修
於1969年，為了方便郵務車進出，將原本拱門造型的車寄（門廊）拆除，並於三樓頂樓增蓋第四層；雖於配色上與圓柱調配上依循舊有建築風格，但原有風味已略遭破壞。1958年9月1日，臺北郵局於博愛路側增建的「臺北郵局博愛路大樓」落成，中華民國交通部部長袁守謙為落成紀念銘板題字。
因廳舍老舊，郵局營業單位自1970年代以來就想拆掉臺北郵局建物。不過該建築物頗具歷史價值，使用單位的拆除計劃始終遭台灣學者與部分民眾極力反對。為此，1992年8月14日，中華民國內政部指定臺北郵局為國家三級古蹟，存廢爭議才平息。2000年代後，該經管單位也轉變態度，積極整修與維持該古蹟以維護台北郵局廳舍的原貌。不過燒製外牆磁磚的北投窯場已停產，該古蹟的外牆剝落情形無法即時獲得改善；2006年2月臺北郵局古蹟外牆整修案獲臺北市政府文化局審查通過，經過多年推遲，2013年底完成修復。台北郵局文化資產保存範圍南側的包裹大樓、函件大樓和行政大樓，於2016年12月經文資會審議不具文資價值。2019年，展開修復車寄的工程，於2021年5月完工。

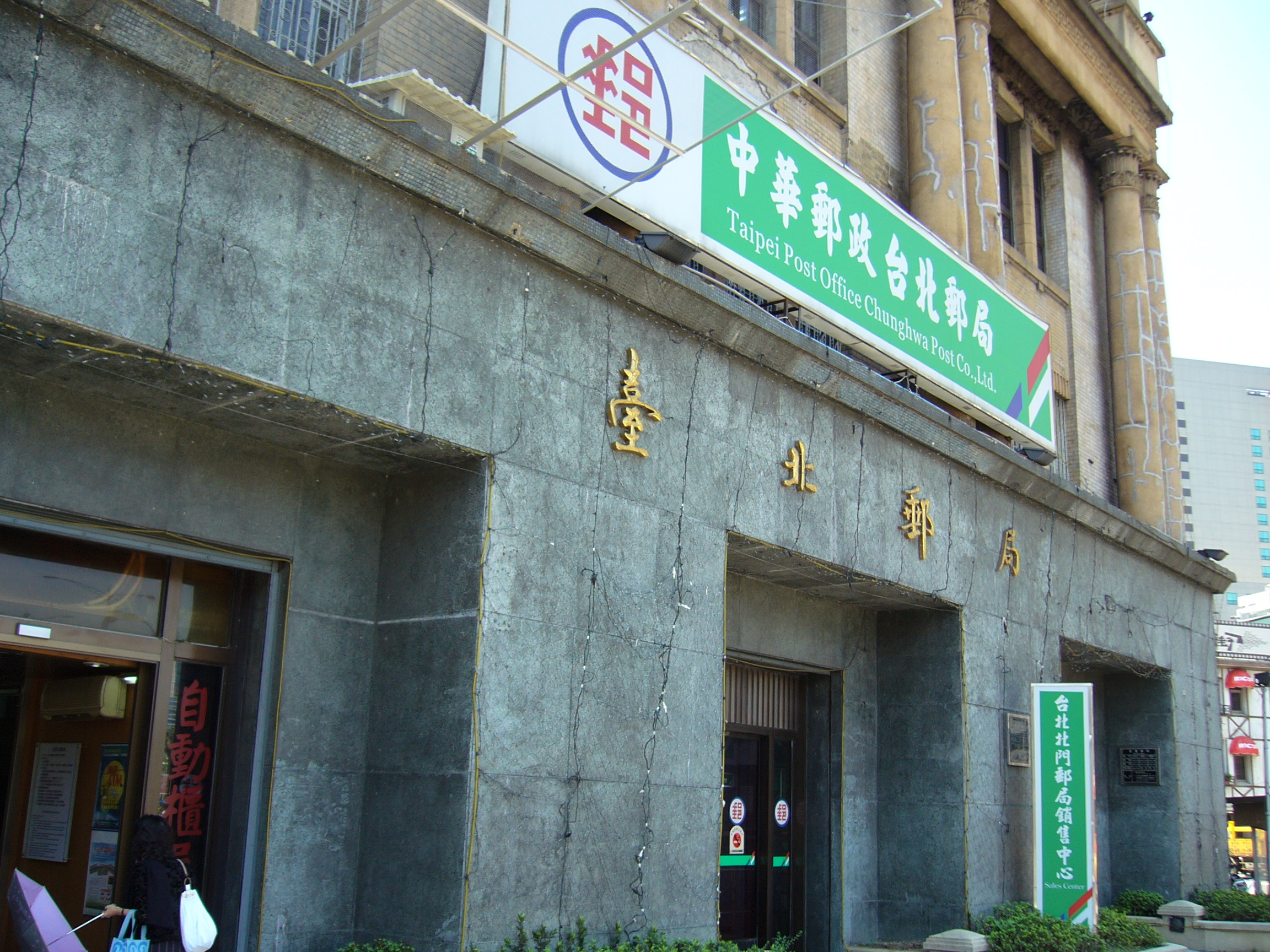
1960年代改建的郵局門廊
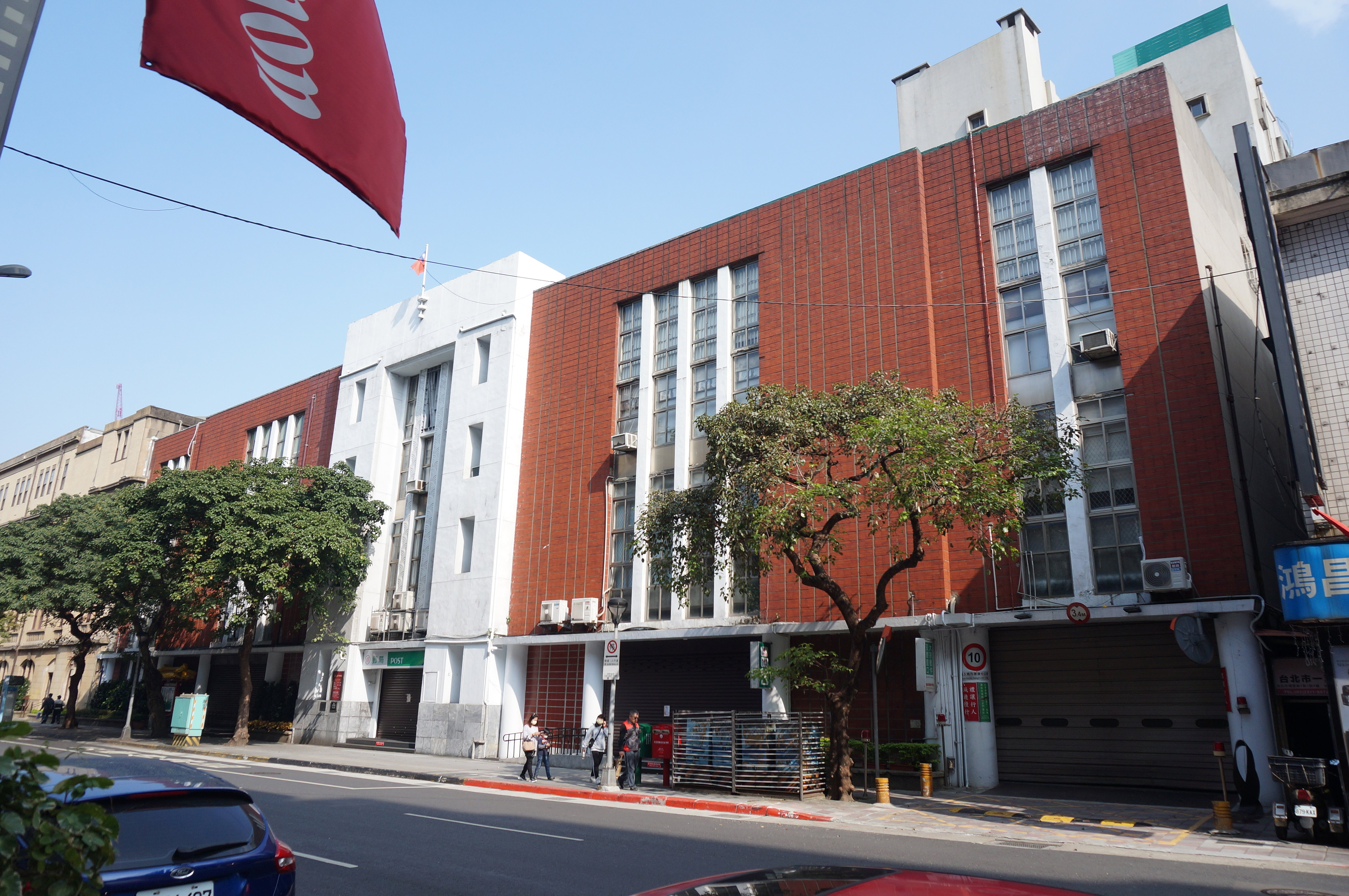
博愛路大樓（包裹大樓）
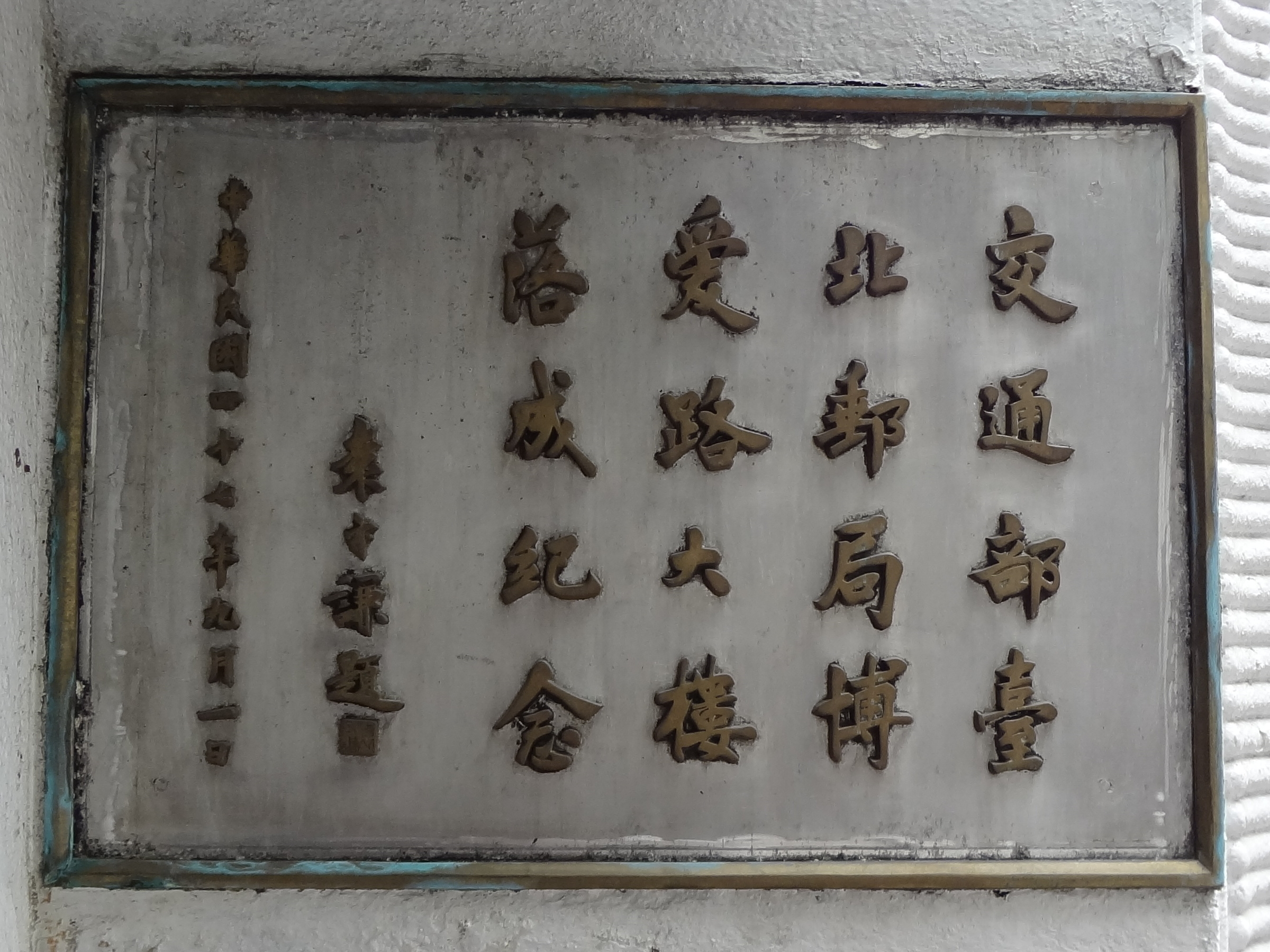
博愛路大樓落成紀念銘文

## 建築設計

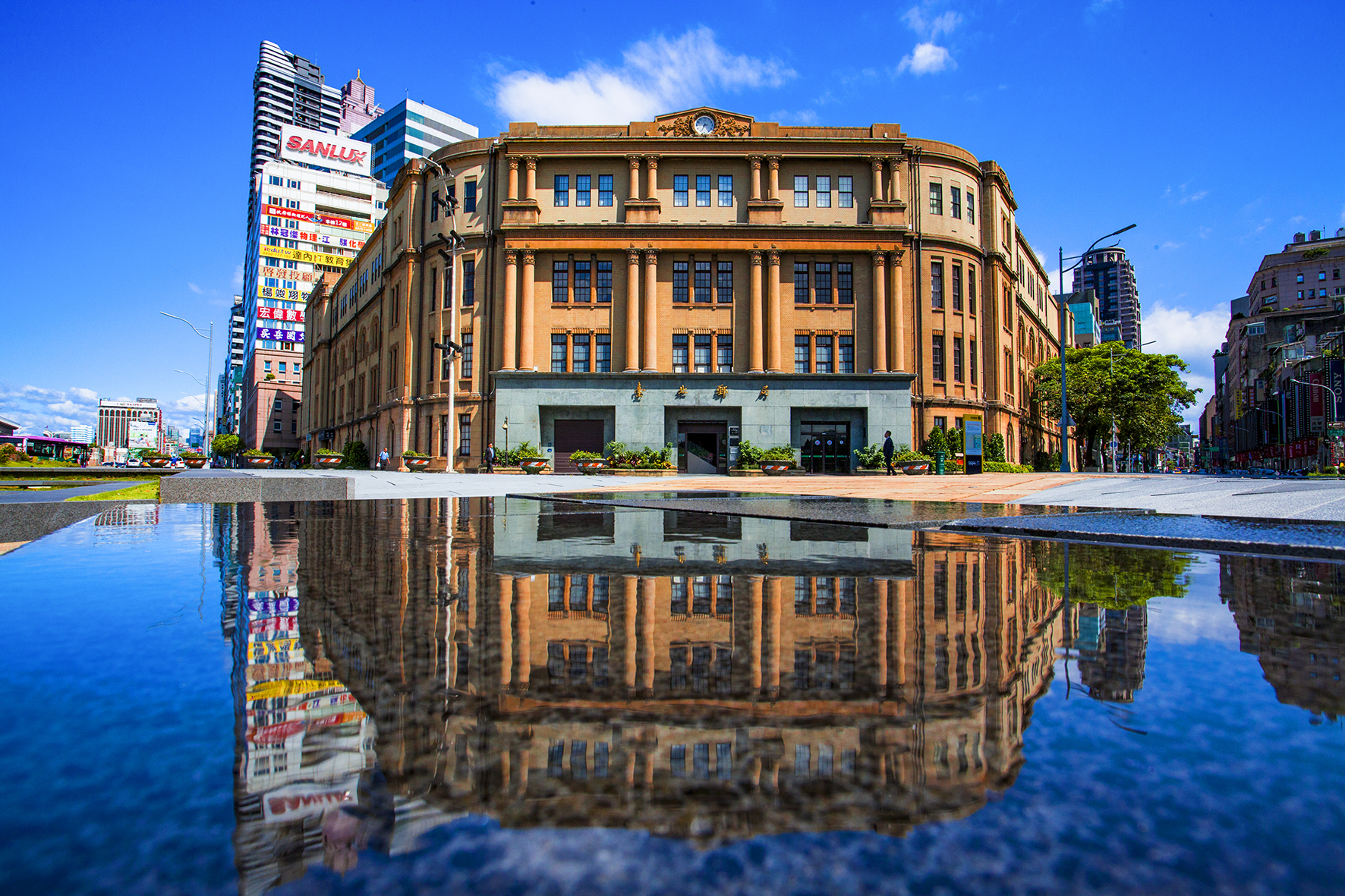
門廊修復前的臺北郵局
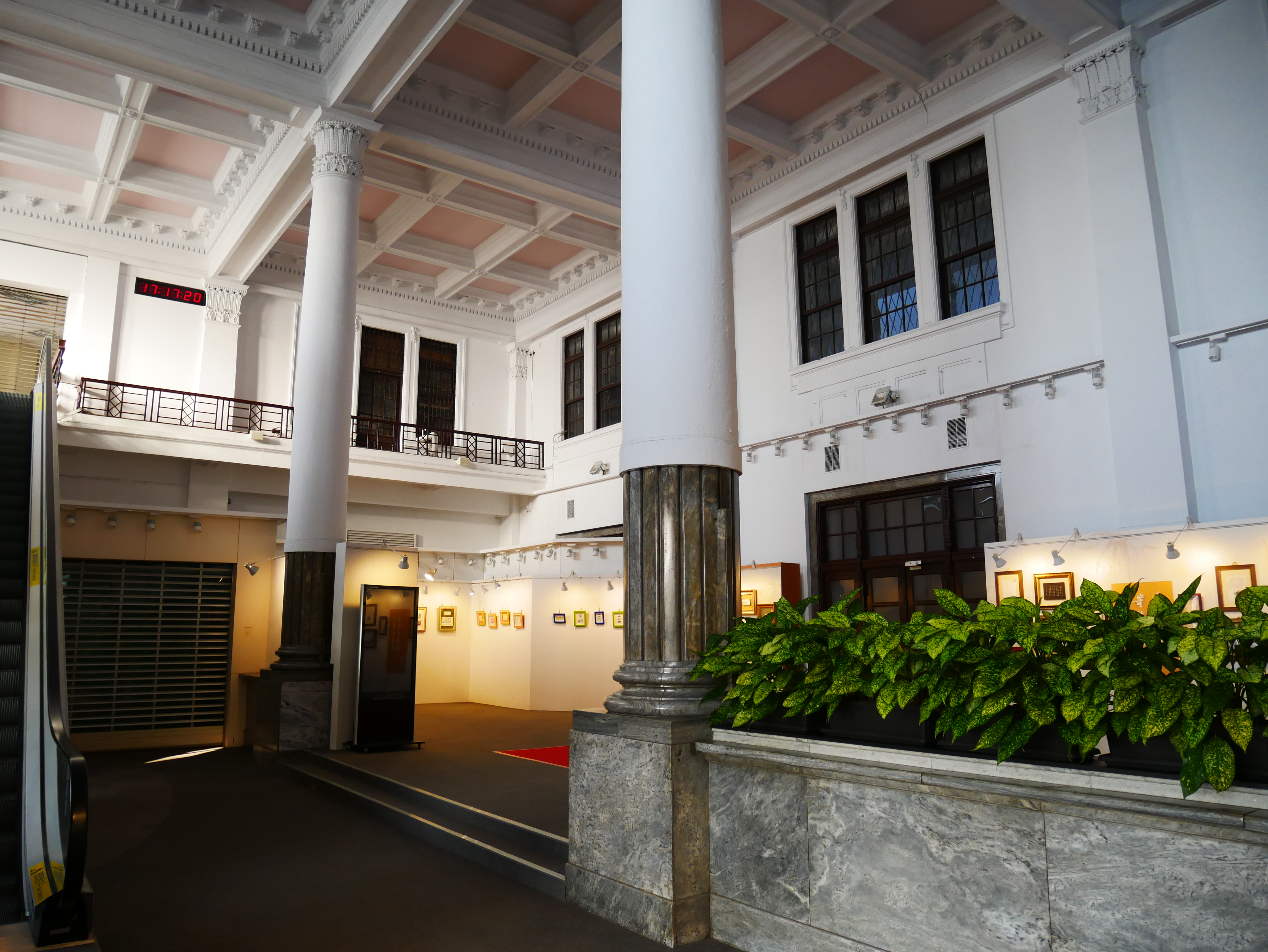
臺北郵局大廳
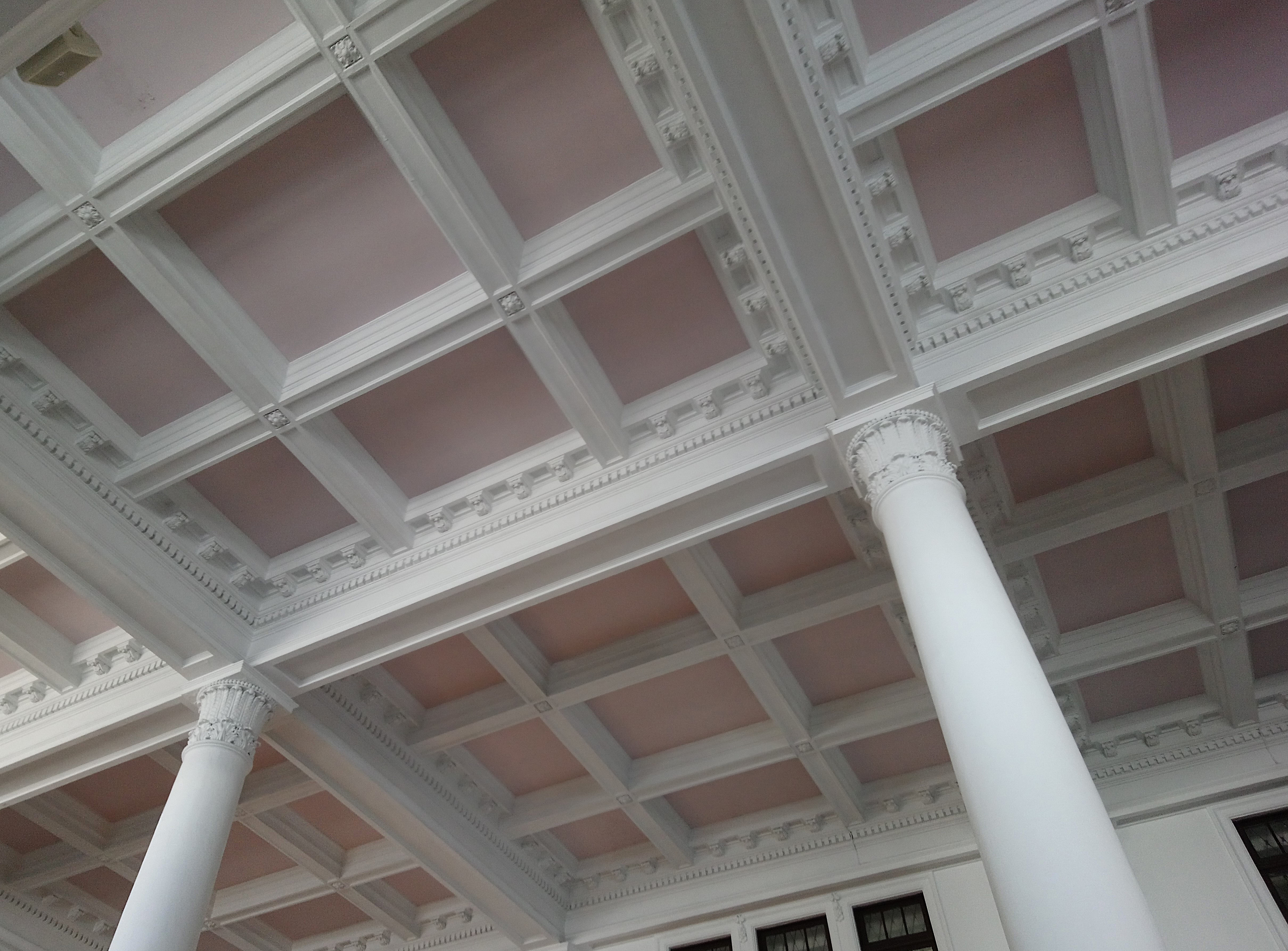
大廳天花板
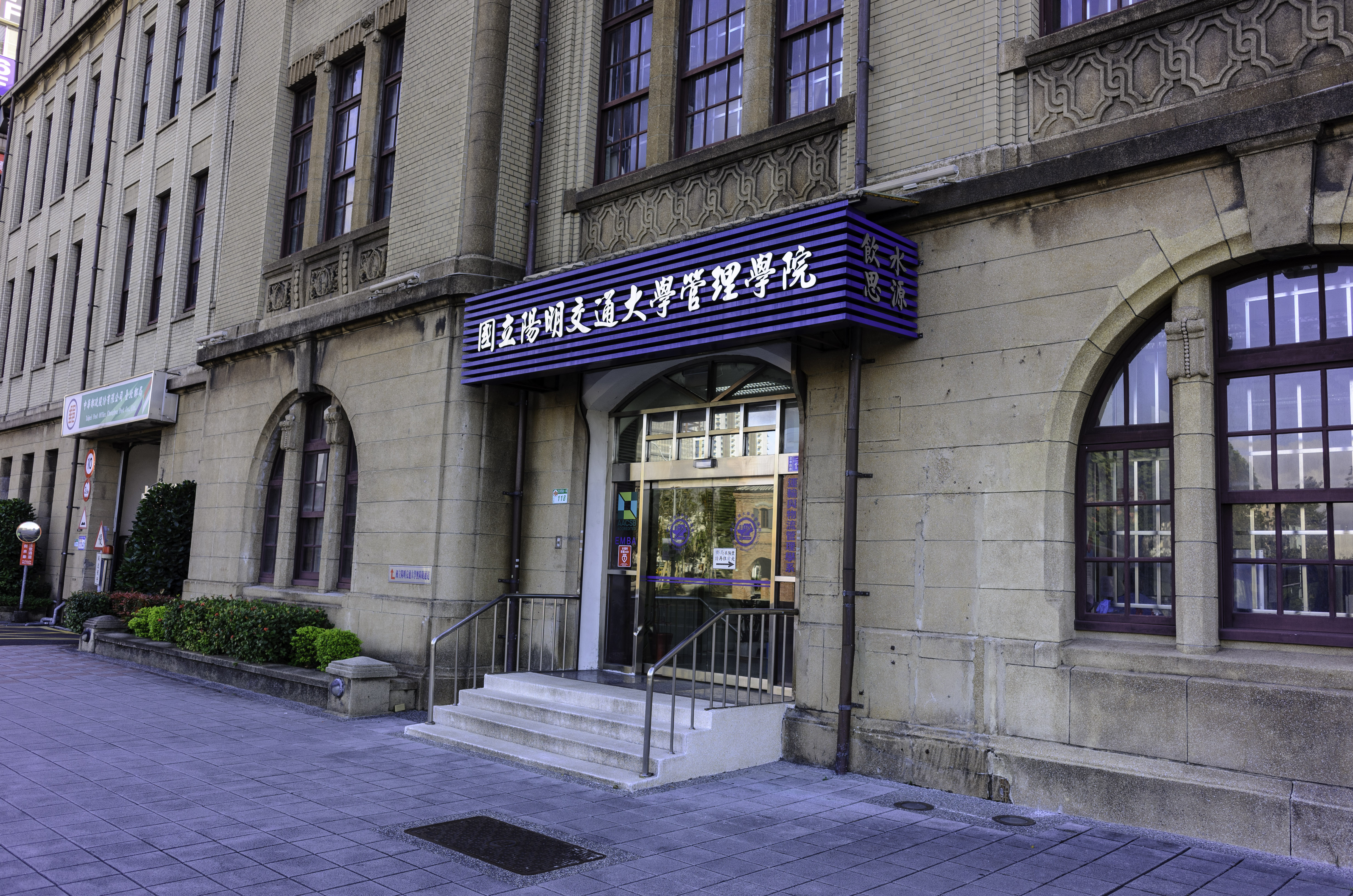
國立陽明交通大學台北北門校區入口。

臺北郵局設於臺北府城北門旁，1930年代落成的第二代廳舍為平面呈梯形的三層樓兩大一小的類似「四合院」配置，為折衷主義建築。該局主入口坐東南朝西北，此排面達21m左右。大門原本突出，過去曾設有五連圓拱廊的車寄，入口門廊突出且呈圓拱狀，建物正面則配置四組雙圓形古典式門柱及山牆裝飾。外觀上使用窗洞間內立雙柱分隔窗扇且分化成兩大一小的三開間正面，不過在1968年時，因興建人行便橋而遭到拆除，近年曾有呼籲重建之音，2018年，臺北市政府府為推動西區門戶計畫而展開車寄修復工程，並在2021年12月修復完成。
至於郵局外牆，該建物除了使用洗石子之外，也符合當時現實的採用淺咖啡「防空色」的北投窯場所產的小磁磚。這種將一小片一小片貼上去牆面的磁磚工法，在台灣亦稱為「一丁掛」或「二丁掛」。在建物內部方面，台北郵局共是三層樓建築。面積佔該建物約四分之一的大廳挑高二層，收頭有線腳裝飾的大柱子頂住三樓地板。因為採近代折衷主義，內部構造採取簡化設計取向，雖然如此，柱子與大廳天花板的古典雕刻，仍呈現極度細緻優雅。
由於建物老舊，不時會有磁磚剝落，臺北郵局曾於2006年12月加裝安全防護鐵網以維行人安全，至2013年修復工程完成後撤除。

### 使用情形
臺北郵局廳舍目前有多個機構共同使用。正面一、二樓為臺北北門郵局，是中華郵政最大的支局；部分空間為國立陽明交通大學台北北門校區，包含管理學院經營管理研究所、運輸與物流管理學系交通運輸碩士班及博士班（前身為交通運輸研究所）。中華電信曾在此設有營業處，2009年已移交國立交通大學作為台北校區使用。2015年1月18日，郵政博物館臺北北門分館於二樓開幕。

## 公辦都更案
因臺北郵局位於台北市政府西區門戶計畫範圍，為了因應郵政業務轉型與整合公有土地再利用，自2016年8月，行政院政務委員張景森陸續召集國有財產署、台北市政府、國立交通大學和中華郵政，討論將臺北郵局後方空地以公辦都更方式再開發雙子星大樓，規劃做為「國家科技金融中心」及「國家郵政通訊博物館」。然而文化部認為此開發案將嚴重影響臺北郵局周邊景觀，要求建物退縮及樓高限制，而造成了中央與地方的對立。

## 外部連結
- 台北郵局 - 中華郵政 （页面存档备份，存于）